# 梂翁領坊

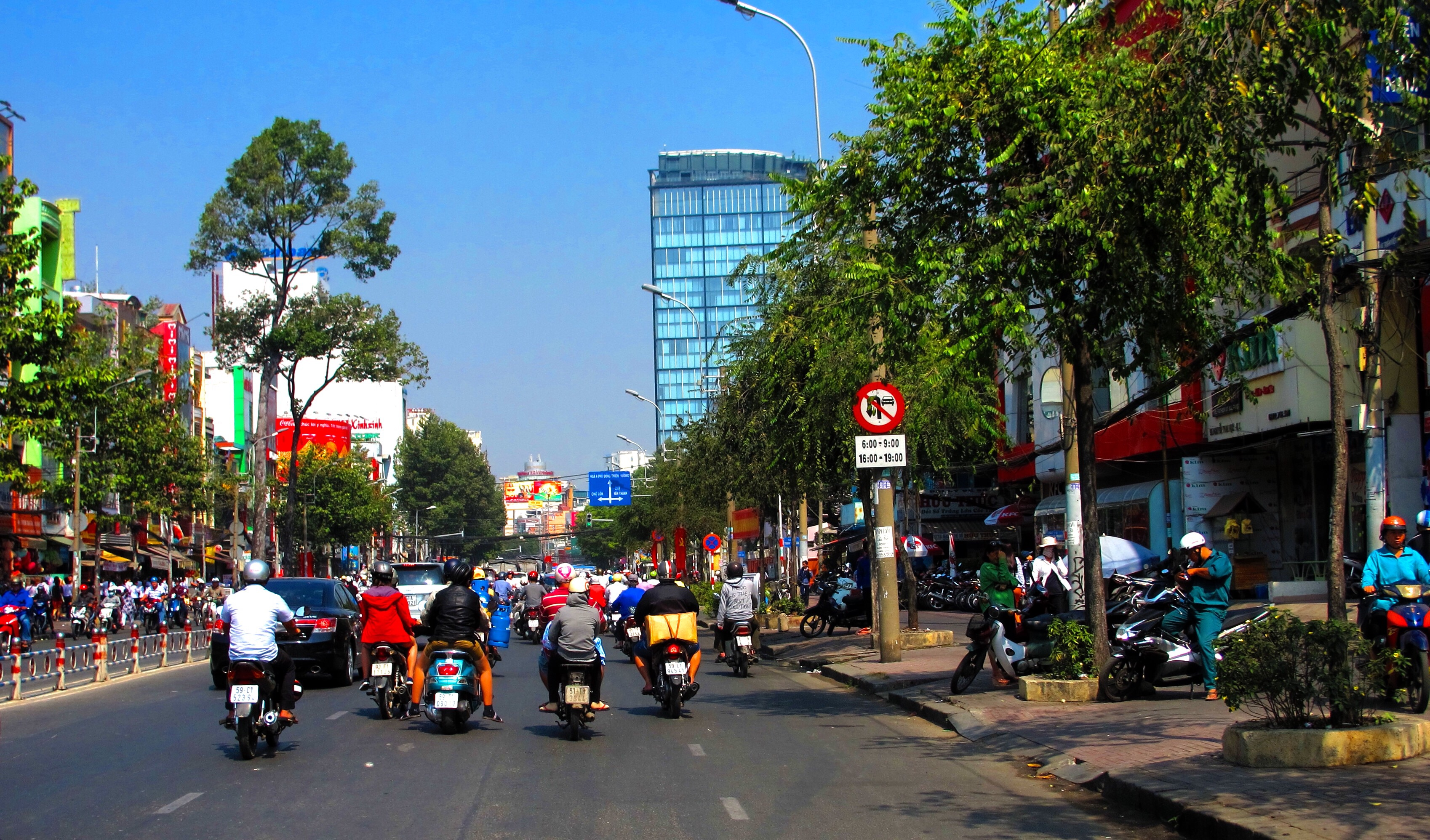

梂翁領坊（越南语：／）是越南南部胡志明市的一个坊。
梂翁領坊面积原为0.23平方公里，1999年人口为17，712人，,人口密度77.009 人/km²。